# De opdracht
De opdracht is een hoorspel van Heiner Müller. Der Auftrag- Erinnerung an eine Revolution werd op 8 februari 1981 door de Süddeutscher Rundfunk uitgezonden. De KRO bracht op zaterdag 25 januari 1986 een versie van regisseur Johan Dronkers, in de vertaling van Leon van der Sande. Het hoorspel duurde 60 minuten.

## Rolbezetting
- Reinier Heidemann (Debuisson)
- Guus Hoes (Galloudec)
- Lou Landré (Sasportas)
- Gert Smits, Frits Bloemink, Bert Stegeman & Maria Lindes (verdere medewerkenden)
- Louis Houët (verbindende teksten)

## Inhoud
In 1798 wordt door de Nationale Conventie in Parijs aan drie mannen een opdracht gegeven. Die luidt: in naam van de republiek Frankrijk op Jamaica een slavenopstand organiseren tegen de koloniale heerschappij van de Engelse kroon. Het nieuws van de staatsgreep van generaal Bonaparte maakt de opdracht twijfelachtig. De drie boodschappers reageren verschillend: Debuisson, erfgenaam van slavenhouders, keert in de schoot van de familie terug. Galloudec, een Franse boer, en Sasportas, een voormalige negerslaaf, geven de strijd echter niet op, want "Zolang er meesters en slaven zijn, zijn wij niet ontslagen van onze opdracht..."